# Sent Julian de Cassanhaç
Sent Julian de Cassanhaç (en francès Saint-Julien-de-Cassagnas) és un municipi francès situat al departament del Gard i a la regió d'Occitània.